# Bolszyje Czapurniki
Bolszyje Czapurniki (ros. Большие Чапурники) – wieś w Rosji, w obwodzie wołgogradzkim, w rejonie swietłojarskim. W 2010 liczyła 3228 mieszkańców.